# Adlercreutz
Adlercreutz ([a:dlerkröjts]), är en svensk och finländsk adelsätt. Kungliga räntmästaren Tomas Teuterström från Tötar i Lojo (Nyland) adlades 26 september 1700 och introducerades 1703 under nr 1386. Ätten immatrikulerades i Finland 1818. Ätten fortlever även i Sverige, där ättemän upphöjts till friherre och greve. Originalsköldebrevet finns i riddarhusarkivet.

## Personer med efternamnet Adlercreutz
- Anders Adlercreutz (född 1970), finländsk politiker
- Axel Adlercreutz (1821–1880), svensk politiker och ämbetsman
- Axel Adlercreutz (1917–2013), svensk professor i handelsrätt
- Carl Adlercreutz (1864–1930), svensk militär
- Carl Adlercreutz (1866–1937), svensk läkare
- Carl Johan Adlercreutz (1757–1815), svensk militär
- Carlos Adlercreutz (1890–1963), svensk militär
- Eric Adlercreutz (född 1935), finländsk arkitekt
- Erik Adlercreutz (1899–1989), finländsk läkare
- Fredrik Adlercreutz (1793–1852), svensk militär
- Gregor Adlercreutz (1898–1944), svensk dressyrryttare
- Gunnel Adlercreutz (född 1941), finländsk arkitekt
- Henrik Thomas Adlercreutz (1848-1892), finländsk godägare och lantdagsman
- Herman Adlercreutz (1932–2014), finländsk läkare
- Ilon Adlercreutz, finländsk musiker
- Magnus Adlercreutz (1868–1923), svensk militär
- Maria Adlercreutz (1936–2014), svensk konstnär
- Marie-Louise Adlercreutz (aktiv 1894), svensk ryttare
- Maud Adlercreutz (1907–2000), svensk journalist
- Nils Adlercreutz (1866–1955), svensk militär och ryttare
- Patrick Adlercreutz (1871–1955), svensk diplomat
- Thomas Adlercreutz (1891–1980), svensk kammarherre och kansliråd
- Tomas Adlercreutz (1643-1710),  finländsk räntemästare och godsägare
- Tomas Erik Adlercreutz (1819-1887), finländsk jurist och godsägare

### Kronologiskt ordnade
- Tomas Adlercreutz (1643-1710), räntemästare, godsägare
- Carl Johan Adlercreutz (1757–1815), militär
- Fredrik Adlercreutz (1793–1852), militär
- Tomas Erik Adlercreutz (1819-1887), finländsk jurist och godsägare
- Axel Adlercreutz (1821–1880), politiker och ämbetsman
- Henrik Thomas Adlercreutz (1848-1892), finländsk godägare och lantdagsman
- Carl Adlercreutz (1864–1930), militär
- Carl Adlercreutz (1866–1937), läkare
- Nils Adlercreutz (1866–1955), militär och ryttare
- Magnus Adlercreutz (1868–1923), militär
- Patrick Adlercreutz (1871–1955), diplomat
- Carlos Adlercreutz (1890–1963), militär
- Thomas Adlercreutz (1891–1980), svensk kammarherre och kansliråd
- Gregor Adlercreutz (1898–1944), dressyrryttare
- Erik Adlercreutz (1899–1989), finländsk läkare
- Maud Adlercreutz (1907–2000), journalist
- Axel Adlercreutz (1917–2013), juridikprofessor
- Herman Adlercreutz (1932–2014), finländsk läkare
- Eric Adlercreutz (född 1935), arkitekt
- Maria Adlercreutz (1936–2014), konstnär
- Gunnel Adlercreutz (född 1941), finländsk arkitekt
- Anders Adlercreutz (född 1970), finländsk politiker
- Ilon Adlercreutz, finländsk musiker